# Hèctor Vila
Pere Vilaregut i Montmany (Tona, Barcelona- 1955), conocido artísticamente como Hèctor Vila, es un cantautor español en lengua catalana.

## Trayectoria artística
Nacido en Tona (Barcelona, España), se inició en el mundo de la música a mediados de los años 70. En 1985 publicó su primer disco de larga duración, "Aigua de roses", incluyendo canciones como Mediterrani enllà o la que da nombre al disco, que tuvieron bastante popularidad en Cataluña.
Sus siguientes discos tuvieron una buena acogida por parte de la crítica y del público, hecho que lo convirtió en uno de los cantautores pop más populares de la década de los 80. En estos álbumes incluyó algunas canciones que abordaban la temática LGTB, como Desig, Amors clandestins o Allibera-ho tot. 
En los años 90 su estilo evolucionó hacia los sonidos new age con la publicación de "Àngel Solar", un disco conceptual, de carácter más intimista, que contó entre otros con la participación de la cantante Maria del Mar Bonet.
Tras esta experiencia se alejó de los escenarios, hasta el año 2006, en el que publicó un nuevo álbum, "Port d'amour", con producción y arreglos propios, incluyendo trece canciones sobre cinco poemas de Fèlix Cucurull, Josep Palau i Fabre, Feliu Formosa, Maria Beneyto, Joan Salvat-Papasseit, además de ocho canciones propias.

## Discografía[5]
- Aigua de roses (editado por Picap 1985)
- Aventura (editado por Picap 1986)
- Sense fronteres (editado por Picap 1988)
- Tocats de Nadal (disco colectivo editado por Picap)
- Desig (editado por Picap 1989)
- Àngel solar (editado por Picap 1994)
- Port d'amour (editado por Picap 2006)